# プラワット・ナグヴァジャラ
プラワット・ナグヴァジャラ（Prawat Nagvajara、タイ語: ประวัติ นาควัชระ、1958年12月1日 - ）は、タイ王国の学者でクロスカントリースキーの選手である。彼はタイ王国史上唯一の冬季オリンピック代表として、2002年ソルトレークシティオリンピック及び2006年トリノオリンピックに出場した。もちろん、彼は両オリンピックでタイ王国の旗手を務めた。
ナグヴァジャラは首都のバンコクで育ち、10代の頃はロックバンドに所属していた。現在はアメリカ合衆国のドレクセル大学で電子工学の教授を務めている。ナグヴァジャラは、ケニア人として初めて冬季オリンピックに出場したクロスカントリースキー選手であるフィリップ・ボイトに触発されて冬季オリンピックへの参加を目指すようになったと述べている。
ソルトレークシティオリンピックのクロスカントリースキー競技では、ナグヴァジャラは30kmフリーに出場したが、途中で棄権した。また1.5kmスプリントでは、4分14秒55の記録で71人中68位に終わり、コスタリカのアルトゥーロ・キンチは上回ったものの、カメルーンのアイザック・メニョリよりも下の順位であった。
トリノオリンピックのクロスカントリースキー競技では、15kmクラシカルで完走し、1時間7分15秒9のタイムで97位であった。